# زقين ثنائي اللون
زقين ثنائي اللون (الاسم العلمي:Diascia bicolor) هو نوع من النباتات يتبع جنس الزقين من الفصيلة الغدبية.